# Myrcianthes pseudomato
Myrcianthes pseudomato är en myrtenväxtart som först beskrevs av Carlos Maria Diego Enrique Legrand, och fick sitt nu gällande namn av Mcvaugh. Myrcianthes pseudomato ingår i släktet Myrcianthes och familjen myrtenväxter. Inga underarter finns listade i Catalogue of Life.